# Tennis Arena Cup
Tennis Arena Cup je ženský tenisový turnaj probíhající na okruhu ITF zařazený do kategorie ITF $25 000, který byl založen v roce 2014. Koná se v Plzni na antukových dvorcích TK Slavia Plzeň.

## Přehled finále

### Dvouhra
| Rok  | Vítězka           | Finalistka             | Výsledek      |
| ---- | ----------------- | ---------------------- | ------------- |
| 2014 | Denisa Alertová   | Anastasiya Vasyljevová | 6–1, 6–1      |
| 2015 | Andrea Hlaváčková | Barbora Krejčíková     | 3–6, 6–2, 6–3 |

### Čtyřhra
| Rok  | Vítězky                                  | Finalistky                                  | Výsledek |
| ---- | ---------------------------------------- | ------------------------------------------- | -------- |
| 2014 | Sandra Klemenschitsová / Renata Voráčová | Lidziya Marozavová / Anastasiya Vasyljevová | 6–4, 7–5 |
| 2015 | Barbora Krejčíková / Rebecca Petersonová | Lenka Kunčíková / Karolína Stuchlá          | 6–4, 6–3 |